# Folquinus van Terwaan
Folquinus van Terwaan, ook wel Folkwin, Volkwin of Folcuin genoemd, (? – Ekelsbeke, 14 december 855) was bisschop van Terwaan.

## Levensbeschrijving
Ouders van Folquinus waren ene Jerôme en ene Ermentrude, beiden van hoge afkomst en van vaderskant mogelijk verwant aan Karel de Grote. Hij volgde onderwijs en zou daarin uitgeblonken zijn, waardoor hij uiteindelijk bisschop van Terwaan werd. Ook speelde hij een belangrijke rol in de Sint-Bertinusabdij. Op verzoek van de abt van deze abdij, Gautier, werd aan Folquinus achterneef, Folquinus van Lobbes, de opdracht gegeven om een levensbeschrijving van Folquinus van Terwaan op te stellen. Dit geschiedde in de 10e eeuw.
Omstreeks 817 werd Folquinus tot bisschop van Terwaan gekozen. Hij zou uitgemunt hebben in godsvrucht en in zorg voor de pelgrims, de reizigers en de armen. Hij maakte vele pastorale reizen door zijn bisdom en in Wormhout kwam hij er achter dat de abt van de Abdij van Mont Saint-Quintin de relieken van Sint-Audomarus vanuit Terwaan naar zijn eigen abdij wilde ontvoeren. Folquinus stuurde er gewapende lieden achteraan en te Lisbourg vluchtten de ontvoerders met achterlating van hun heilige vracht, waarop Folquin de terugkeer van de relieken met grote feestelijkheden organiseerde en deze ook een aantal jaren verborgen hield om een nieuwe ontvoeringspoging tegen te gaan. Pas in 1050 werden de relieken, verborgen onder het altaar, teruggevonden.
Tijdens een latere pastorale reis stierf Folquinus te Ekelsbeke. Hij werd bijgezet in de Sint-Bertinusabdij te Sint-Omaars. Op zijn graf, en door zijn relikwieën, zouden diverse mirakelen hebben plaatsgevonden, leidend tot zijn heiligverklaring in 928.